# Johann Wolfgang Goethe Egyetem
A Johann Wolfgang Goethe Egyetem (németül: Johann Wolfgang Goethe-Universität Frankfurt am Main) hesseni felsőfokú oktatási intézmény.

## Története
Az egyetemet 1914-ben alapították a városi tanács kezdeményezésére és a helyi iparosok anyagi támogatásával. 
Az egyetem 1932 óta Johann Wolfgang von Goethe nevet viseli.

## Felépítése

### Szakterületek
Az egyetemen tizenhat szakterület (Fachbereiche) letezik: 
1. Jogtudomány (Rechtswissenschaft)
2. Gazdaságtudományok (Wirtschaftswissenschaften)
3. Társadalomtudományok (Gesellschaftswissenschaften)
4. Pedagógiai Tudományok (Erziehungswissenschaften)
5. Pszichológia és Sporttantudományok (Psychologie und Sportwissenschaften)
6. Evangélikus teológia (Evangelische Theologie)
7. Katolikus teológia (Katholische Theologie)
8. Filozófia és történettudomány (Philosophie und Geschichtswissenschaften)
9. Nyelv- és kultúrtudományok (Sprach- und Kulturwissenschaften)
10. Modern nyelvek (Neuere Philologien)
11. Földtudományok / Földrajz (Geowissenschaften / Geographie)
12. Számítástechnika és matematika (Informatik und Mathematik)
13. Fizika (Physik)
14. Biokémia, kémia és gyógyszerészet (Biochemie, Chemie und Pharmazie)
15. Biotudományok (Biowissenschaften)
16. Orvostudomány (Medizin)

### Egyetemi campuszok
- Campus Bockenheim
- Campus Westend
- Campus Riedberg
- Sportcampus Ginnheim (Universitäts-Sportgelände)
- Campus Niederrad (Universitätsklinikum Frankfurt)

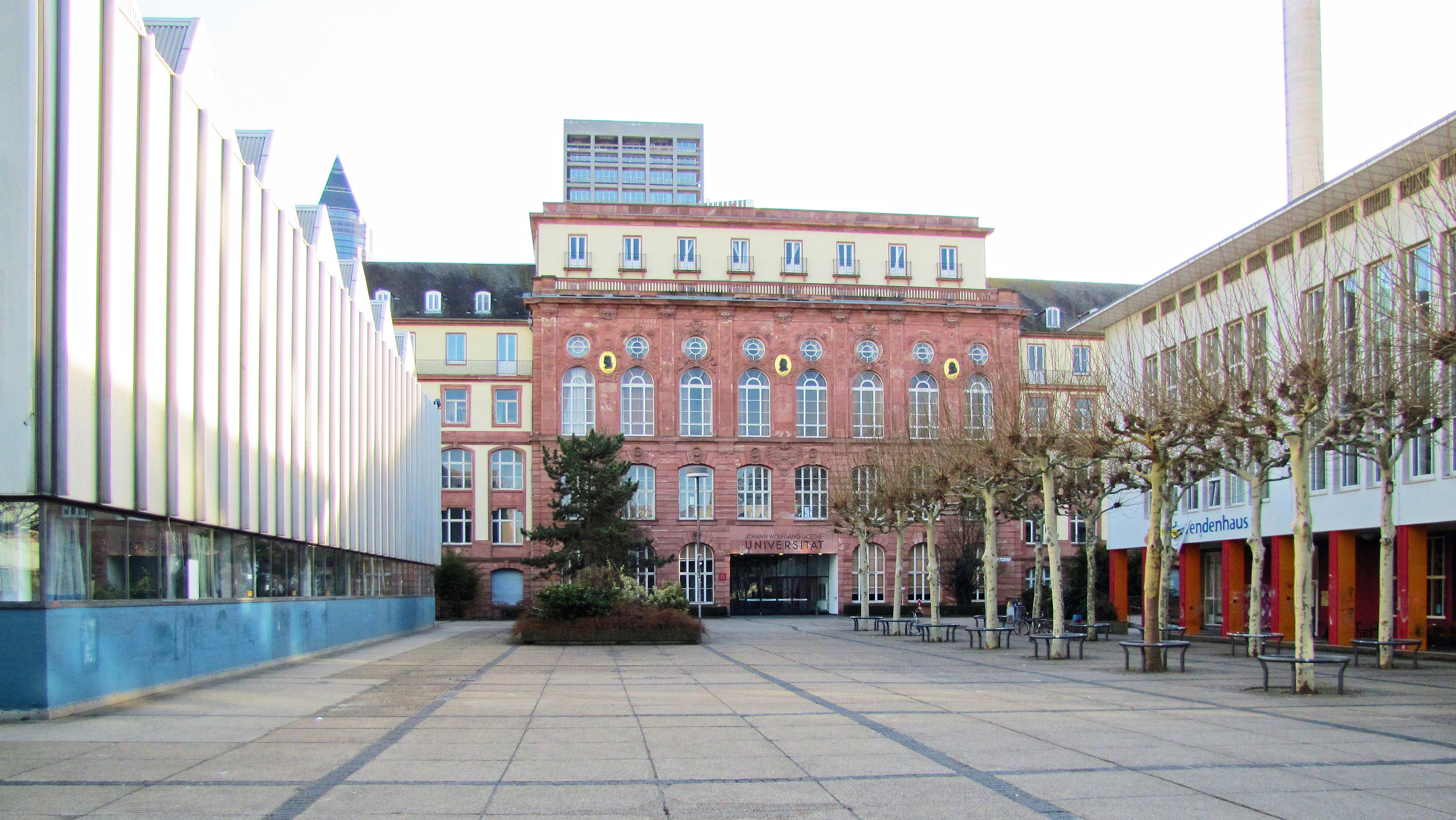
Bockenheim
- Westend
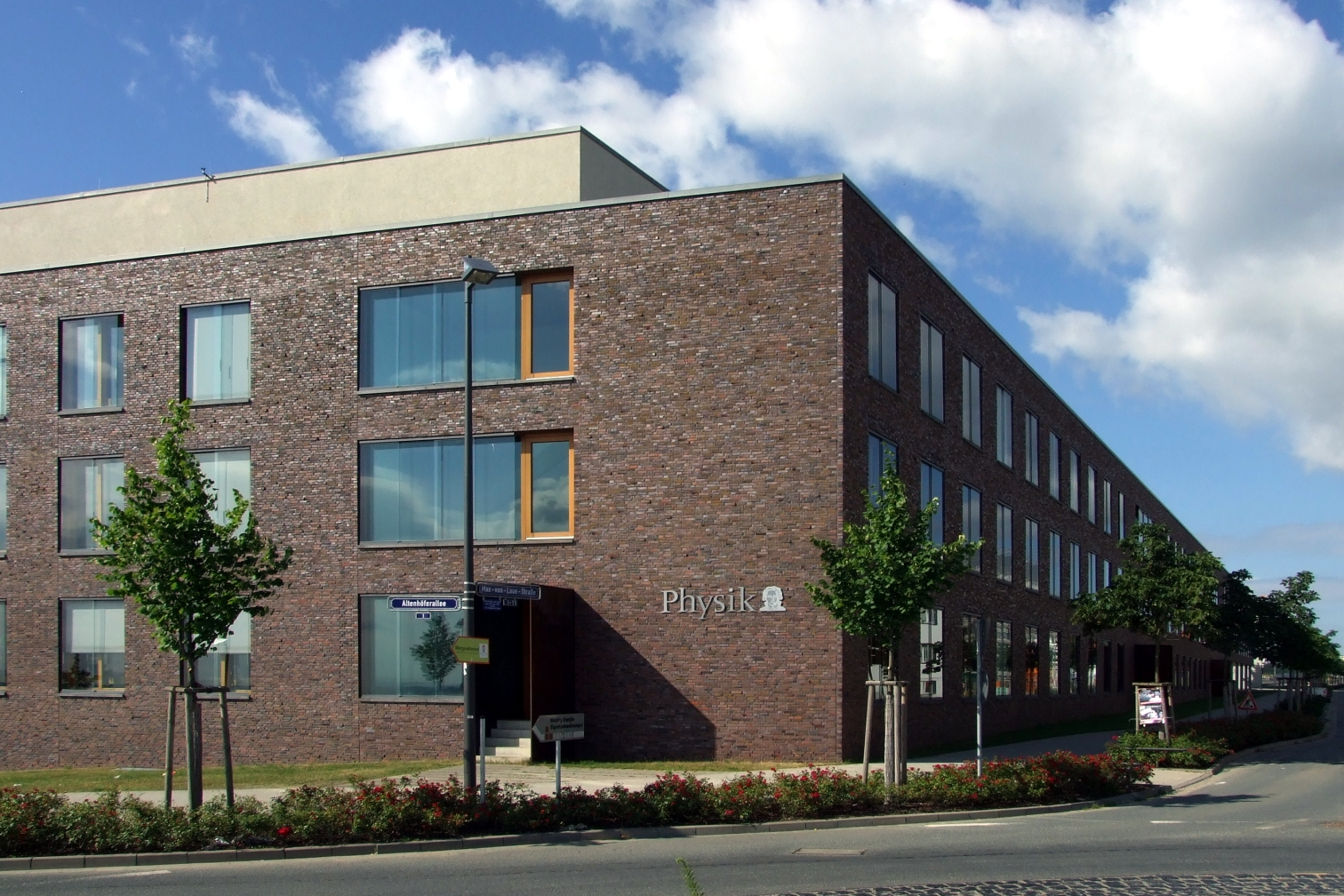
Riedberg
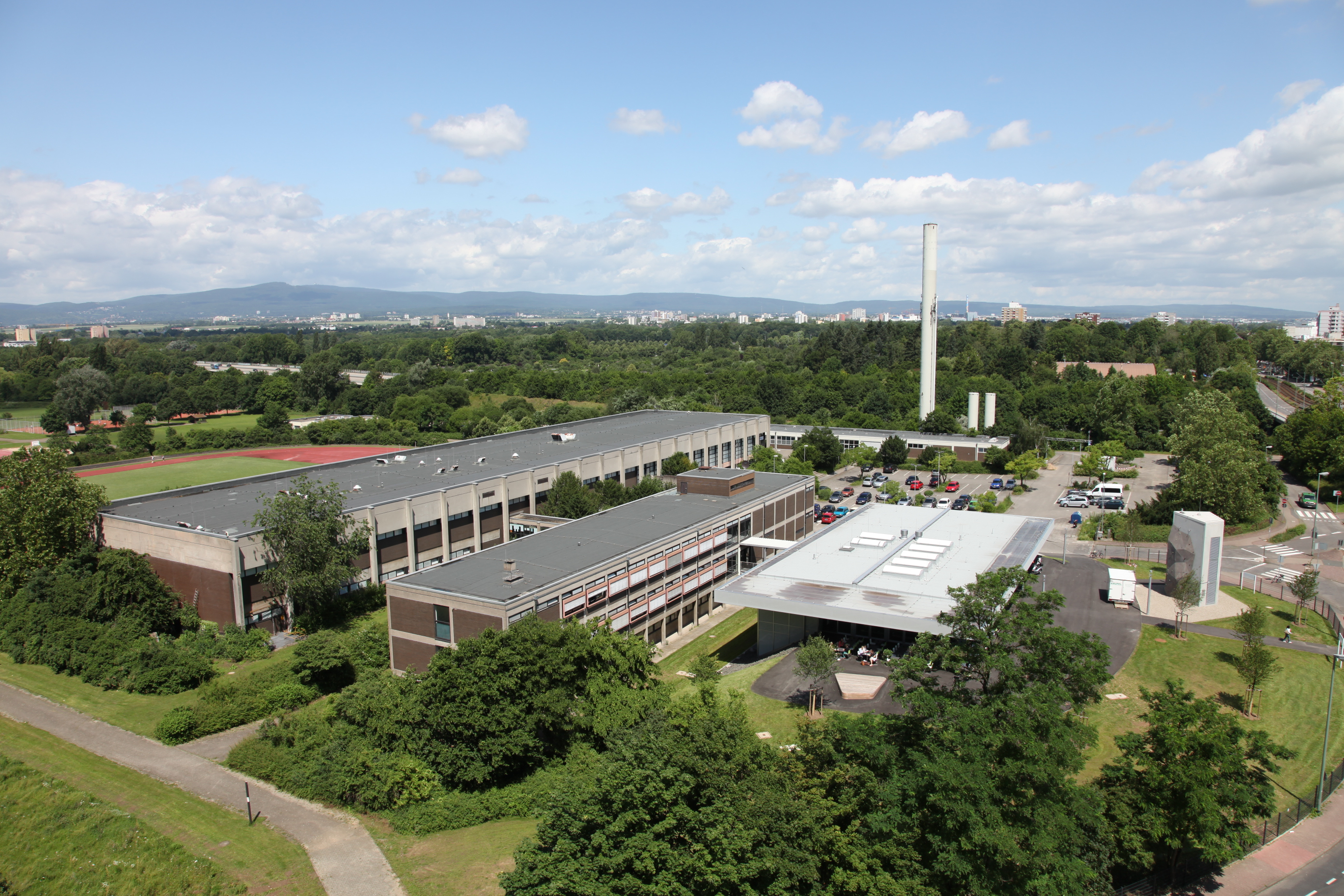
Ginnheim
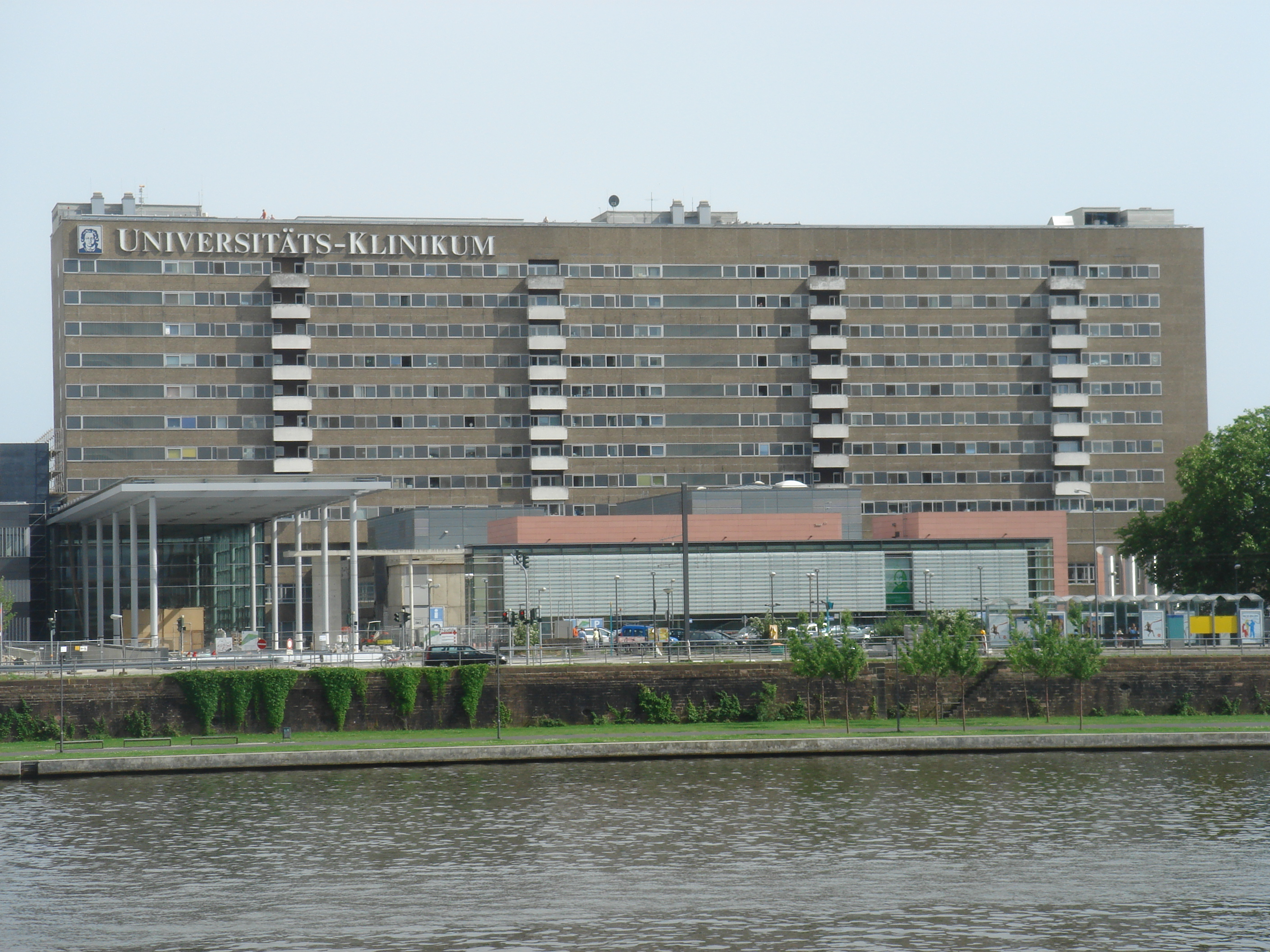
Niederrad

### Kapcsolt intézmények és egyéb egységek
- China-Institut
- E-Finance Lab
- Frankfurt Institute for Advanced Studies (FIAS)
- Frobenius-Institut
- Goethe Business School
- House of Finance (HoF)
- Institute for Law and Finance
- Institut für Geschichte der Arabisch-Islamischen Wissenschaften
- Institut Franco-Allemand de Sciences Historiques et Sociales
- Kunstgeschichtliches Institut der Goethe-Universität
- Institut für Ländliche Strukturforschung
- Institut für Sozialforschung
- Orientalisches Seminar
- Goethe Research Academy for Early Career Researchers
- Universitätsbibliothek Johann Christian Senckenberg (Uni-Bibliothek)
- Wilhelm Merton-Zentrum für Europäische Integration und Internationale Wirtschaftsordnung
- Goethe-Unibator
- Akademische Fliegergruppe der Uni Frankfurt
- Cornelia Goethe Centrum (CGC)

## Híres személyiségei

### Professzorok
- Theodor Adorno – filozófus
- Karl-Otto Apel – filozófus
- Martin Buber – vallásfilozófus
- Jürgen Habermas – filozófus
- Max Horkheimer – szociálfilozófus
- Paul Tillich – szociálfilozófus
- Richard Wilhelm – sinológus

### Nobel-díjasok
| - Paul Ehrlich, 1908 Orvosi Nobel-díj - Max von Laue, 1914 Fizikai Nobel-díj - Otto Loewi, 1914 Orvosi Nobel-díj - Paul Karrer, 1937 Kémiai Nobel-díj - Otto Stern, 1943 Fizikai Nobel-díj - Max Born, 1954 Fizikai Nobel-díj - Alexander R. Todd, 1957 Kémiai Nobel-díj - Karl Ziegler, 1963 Kémiai Nobel-díj - Hans Bethe, 1967 Fizikai Nobel-díj | - Niels Kaj Jerne, 1984 Fiziológiai és orvostudományi Nobel-díj - Gerd Binnig, 1986 Fizikai Nobel-díj - Jean-Marie Lehn, 1987 Kémiai Nobel-díj - Hartmut Michel, 1988 Kémiai Nobel-díj - Reinhard Selten, 1994 Közgazdasági Nobel-díj - Christiane Nüsslein-Volhard, 1995 Fiziológiai és orvostudományi Nobel-díj - Horst Ludwig Störmer, 1998 Fizikai Nobel-díj - Günter Blobel, 1999 Fiziológiai és orvostudományi Nobel-díj - Peter Grünberg, 2007 Fizikai Nobel-díj - Benjamin List, 2021 Kémiai Nobel-díj |

### Leibniz-díjasok
- Jürgen Habermas, 1986

## Fordítás
- Ez a szócikk részben vagy egészben  az   Universiteit van Frankfurt című holland Wikipédia-szócikk fordításán alapul.  Az eredeti cikk szerkesztőit annak laptörténete sorolja fel. Ez a jelzés csupán a megfogalmazás eredetét és a szerzői jogokat jelzi, nem szolgál a cikkben szereplő információk forrásmegjelöléseként.
- Ez a szócikk részben vagy egészben  a   Johann Wolfgang Goethe-Universität Frankfurt am Main című német Wikipédia-szócikk fordításán alapul.  Az eredeti cikk szerkesztőit annak laptörténete sorolja fel. Ez a jelzés csupán a megfogalmazás eredetét és a szerzői jogokat jelzi, nem szolgál a cikkben szereplő információk forrásmegjelöléseként.